# Vesika
Vesika (lat. Anthericum), rod uspravnih trajnica iz porodice šparogovki, dio je potporodice saburovki. Postoji osam vrsta raširnih po Europi, Kavkazu, Anatoliji i dijelovima Afrike
U Hrvatskoj su prisutne dvije vrste nerazgranjena i razgranjena vesika.
Ime roda dolazi od grčke riječi Antherikos (žitni vlat), vjerojatno zbog sličnosti listova ove biljke s listovima trave.

## Vrste
1. Anthericum angustifolium Hochst. ex A.Rich.
2. Anthericum baeticum (Boiss.) Boiss.
3. Anthericum × confusum Domin
4. Anthericum corymbosum Baker
5. Anthericum jamesii Baker
6. Anthericum liliago L., nerazgranjena vesika
7. Anthericum maurum Rothm.
8. Anthericum neghellense (Cufod.) Bjorå & Sebsebe
9. Anthericum ramosum L., razgranjena vesika

## Sinonimi
- Endogona Raf.
- Liliago L. ex C.Presl
- Pessularia Salisb.
- Phalangites Bubani
- Phalangium Mill.